# Giuseppe Catalani
Giuseppe Catalani (Arezzo, 15 gennaio 1933) è un ex calciatore italiano, di ruolo centromediano.

## Carriera
Cresce calcisticamente nell'Arezzo e con gli amaranto esordisce in Serie C. Retrocessi i toscani in IV Serie, passa al Prato, sempre in IV Serie, nella stagione 1953-1954 e con gli azzurri allenati da Silvano Grassi conquista la promozione in Serie C. Dopo altri tre campionati di Serie C, nel 1956-1957 con Ferruccio Valcareggi allenatore - che in quell'occasione si aggiudica il Seminatore d'oro - conquista la promozione in Serie B e nel 1957-1958 gioca nella serie cadetta il suo quinto campionato pratese.
Nel 1958-1959 viene acquistato dalla SPAL di Paolo Mazza. Dopo essere lungamente rimasto fra i rincalzi, esordisce in Serie A a 26 anni il 22 marzo 1959 contro la Sampdoria a Genova in una gara conclusasi con il risultato di 1-1. Da quel momento e fino al termine del campionato Catalani è titolare dei biancoazzurri allenati da Fioravante Baldi. Torna tra i rincalzi nel campionato successivo per cedere il posto a Costanzo Balleri per poi riprendere a dicembre il suo posto e contribuendo, con 18 partite, al miglior piazzamento nella massima serie della SPAL. Riconfermato titolare anche da Luigi Ferrero nel campionato 1960-1961 gioca 27 gare segnando anche un gol - il 23 ottobre 1960 - che vale il pareggio interno nella gara contro la Sampdoria conclusasi con il risultato di 2-2.
Infortunatosi al termine di questo campionato, resta ancora negli organici spallini senza però mai più scendere in campo e concludendo così anzitempo la sua carriera professionistica.

## Palmarès

### Club

#### Competizioni nazionali
- Campionato italiano Serie C: 1

Prato: 1956-1957
- IV Serie: 1

Prato: 1953-1954 (girone E)